# Hoechst (bedrijf)

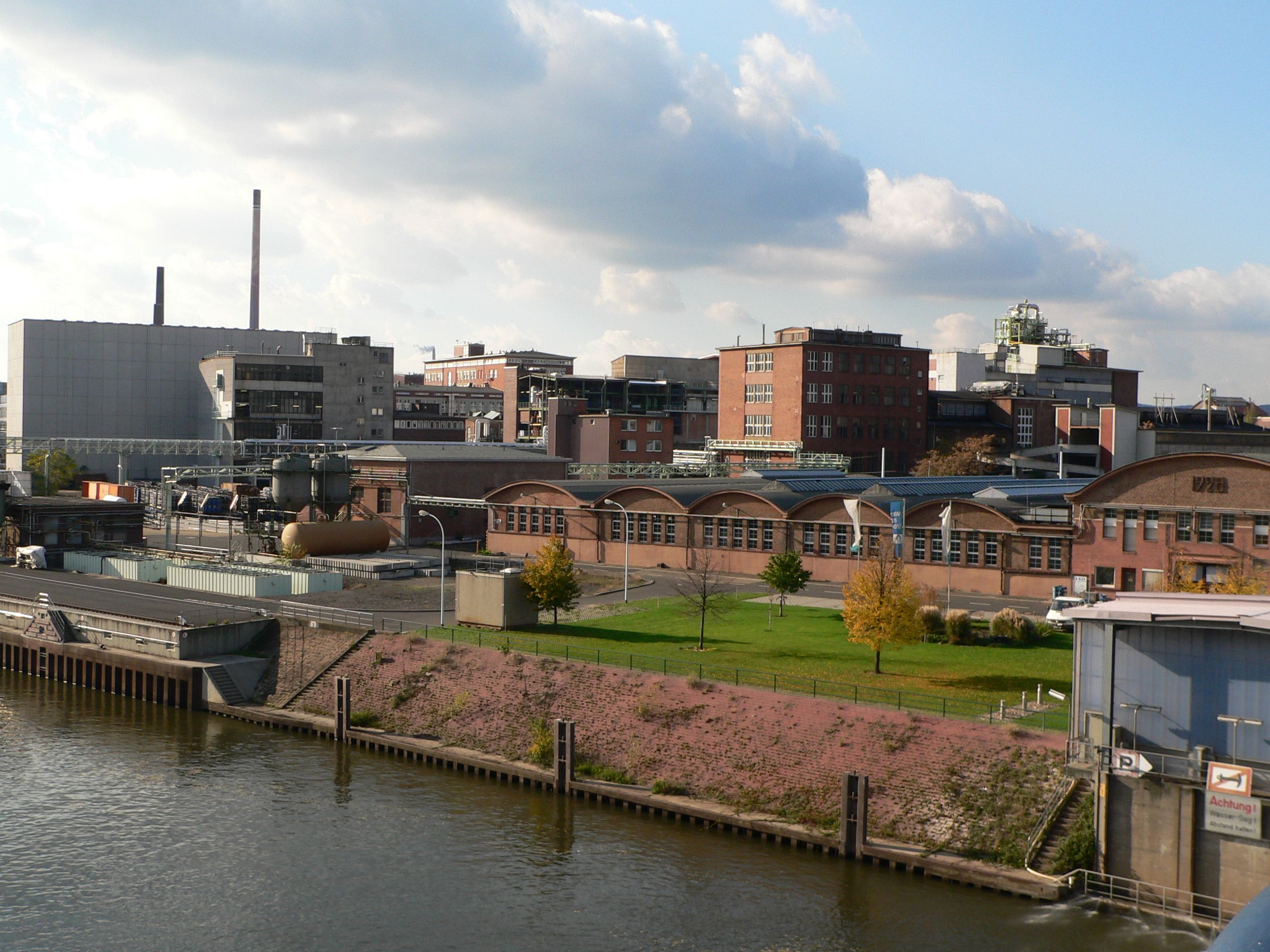
Zicht op het voormalige bedrijfsterrein van Hoechst in Höchst (tegenwoordig Industriepark Höchst).

Hoechst AG was een van de drie grote chemische bedrijven in Duitsland, waarvan de geschiedenis teruggaat tot 1863. In 1999 ging het op in het Frans-Duitse Aventis dat in 2004 weer werd overgenomen door Sanofi.

## Geschiedenis
Het bedrijf ontstond in 1863 in Frankfurt-Höchst als "Teerfarbenfabrik Meister, Lucius & Co.". Carl Meister, Eugen Lucius en Ludwig Müller waren de oprichters. In 1865 werd de chemicus Adolf Brüning Müller vervangen. In 1880 werd het een naamloze vennootschap "Farbwerke vorm. Meister Lucius & Brüning AG." Internationaal gebruikte men de naam "Farbwerke Hoechst AG". Het bedrijf bleef onafhankelijk tot 1925, toen het opging in het grote conglomeraat IG Farben.
Na de Tweede Wereldoorlog werd IG Farben opgesplitst en in 1951 ontstond Hoechst AG opnieuw. Het bedrijf groeide snel, mede door gehele of gedeeltelijke overname van andere bedrijven, tot het derde grootste chemieconcern van Duitsland na BASF en Bayer. Onder meer het farmacie- en kleurstofbedrijf Cassella, het cosmeticabedrijf Schwarzkopf en het ontwerpbureau Uhde waren dochterondernemingen van Hoechst. Bij de aanvang van de jaren 1980 had het concern meer dan 170.000 werknemers en een jaaromzet van 46 miljard DM. In 1987 verwierf Hoechst het Amerikaanse chemiebedrijf Celanese. Hoechst was een beursgenoteerd bedrijf en onderdeel van de DAX-index
In 1991 begon een grondige herstructurering van Hoechst. De 14 divisies met ca. 25.000 producten werden ondergebracht in 100 business units, die een eigen strategie moesten ontwikkelen. Het bedrijf legde zich ook meer toe op veelbelovende farmaceutische producten. Enkele ongevallen in het jaar 1993 ondermijnden het vertrouwen in het bedrijf echter ernstig.
In 1995 werd het bedrijf verder gestroomlijnd door de nieuwe voorzitter Jürgen Dormann, die aankondigde dat Hoechst zich enkel nog zou richten op die activiteiten waarin het bedrijf tot de drie grootste in Europa, Azië en Amerika behoorde, en alle andere activiteiten zou afstoten. Zo werd Schwarzkopf verkocht aan Henkel en Uhde aan Krupp. Vanaf 1996 richtte Hoechst zich op de zogenaamde life sciences (farmaceutische en landbouwchemicaliën). Hiervoor moest de industriële chemische activiteit afgestoten worden. De fijnchemicaliën werden verkocht aan het Zwitserse Clariant, en de organische basischemicaliën ondergebracht in Celanese GmbH. De polyethyleen- en polypropyleenproductie werden ook ondergebracht in aparte bedrijven en behoren inmiddels tot LyondellBasell. De grote fabrieksterreinen van Hoechst werden omgevormd tot "chemieparken" (Industriepark Höchst bijvoorbeeld). Ook de Hoechst Holland-vestigingen in Vlissingen en Weert werden afgestoten.
Op 1 december 1998 maakten Hoechst en Rhône-Poulenc bekend dat beide bedrijven hun life sciences-activiteiten zouden samensmelten. In het volgende jaar 1999 ontstond zo Aventis, met hoofdzetel in Straatsburg en met Aventis Deutschland als Duitse tak. De naam Hoechst AG bleef behouden voor de holdingmaatschappij die de Duitse dochtermaatschappijen van Aventis overkoepelde. Alle overige chemiebedrijvigheid van Hoechst werd verkocht en Celanese werd het apart beursgenoteerd bedrijf Celanese AG. Aventis werd in 2005 overgenomen worden door Sanofi-Synthélabo en werd daarmee een onderdeel van Sanofi; na de overname werden de resterende minderheidsaandeelhouders van Hoechst AG door een squeeze-out verplicht hun aandelen te verkopen. Het bedrijf werd van de beurs genomen en omgevormd tot Hoechst GmbH, een louter interne holding binnen Sanofi.

## Enkele belangrijke producten van Hoechst
De kleurstof fuchsine was het eerste product van het bedrijf. In 1869 kwam alizarine, dat snel het meest succesvolle product van de firma werd.
Het eerste farmaceutische product was antipyrine, geïntroduceerd in 1883. In 1904 werd gestart met de productie van synthetisch adrenaline. Andere geneesmiddelen die door Hoechst werden ontwikkeld zijn novocaïne (1905), metamizol (1922) en methadon (1949, ontwikkeld tijdens de IG Farben-periode).
Endosulfan is een insecticide dat in 1954 op de markt kwam maar inmiddels niet meer is toegelaten.
In 1925 begon Hoechst met de productie van cellofaan verpakkingsfolie. Andere merknamen van synthetische polymeren van Hoechst waren Trevira (polyestervezel), Hostalen (polyethyleen en propyleen volgens het Ziegler-Natta-procedé) en Hostaphan (polyethyleentereftalaatfilm).
Acesulfaam-K (1967) is een kunstmatige zoetstof die toevallig ontdekt werd bij Hoechst door dr. Karl Clauss.